# Antisolabis seychellensis
Antisolabis seychellensis е вид насекомо от семейство Anisolabididae. Видът е критично застрашен от изчезване.

## Разпространение
Разпространен е в Сейшели.